# 情報化学物質
情報化学物質（英語: semiochemical）もしくは信号物質とは、情報のやり取りに使われる化学物質および混合物の事である。この情報のやり取りは、同種間と異種間の大きく2種類に分けられる。
化学生態学の分野で、フェロモン、アロモン、カイロモン、防虫剤、誘引剤の意味で使われる。
寄生虫を含む多くの昆虫は、他の個体の行動へ影響を与える天然の化学物質である情報化学物質を放出し使用している。フェロモンは、仲間や食べ物等を発見、敵の警戒、競争を避けるのに役立つ種内情報化学物質である。アロモンとカイロモンは異種生物間に対して同様の作用をもたらす情報化学物質である。
アロモンは相手に自分が有利になるような行動を引き起こさせる情報化学物質（抗菌性物質など）で、カイロモンは相手が有利になるような情報のやり取りを行う情報化学物質（花蜜の誘因など）である。

## 語源
英語: semiochemical は、信号を意味するギリシア語: σημεῖον (semeion) に由来する。